# Darin Young
Darin Young (White Haven, Pennsylvania, 2 februari 1973) is een Amerikaans darter, die toernooien van de WDF en de PDC speelt.
Young heeft tot nu toe tien keer meegedaan aan het World Darts Championship van de PDC. Zijn beste prestatie op dit toernooi was het behalen van de tweede ronde in 2010, nadat hij Andy Smith had verslagen met 3-2 in sets.
Hij heeft twee keer de Grand Slam of Darts gespeeld. In 2008 won hij in de groepsfase van Terry Jenkins en Colin Lloyd, verloor van Wes Newton en ging dus door naar de laatste 16 waar hij verloor van Raymond van Barneveld met 10-4 in legs. Een jaar later bereikte hij wederom de laatste 16 door in de groepsfase knap te winnen van Adrian Lewis en Denis Ovens. Hij verloor hierna in de knock-outfase van Robert Thornton.
Ook heeft hij van 2010 tot 2018 de Verenigde Staten gerepresenteerd tijdens de World Cup of Darts. Hij deed één keer samen met Bill Davis, één keer samen met Gary Mawson en zes keer samen met Larry Butler.
In 2012 bereikte hij samen met Mawson de kwartfinale van dit toernooi door de wedstrijden tegen Filipijnen en Duitsland te winnen. Ze verloren de kwartfinale van het Engelse team bestaande uit Phil Taylor en Adrian Lewis die uiteindelijk kampioen werden.
In december 2019 zorgde Young voor een stunt door Raymond van Barneveld in de eerste ronde van het PDC WK 2020 met 1-3 in sets te verslaan. Hiermee maakte Young een einde aan de dartcarrière van de vijfvoudig wereldkampioen, die had aangekondigd met pensioen te gaan. Later keerde Van Barneveld toch weer terug naar de PDC.

## Resultaten op wereldkampioenschappen

### PDC
- 2005: Laatste 64 (verloren van Josephus Schenk 2–3)
- 2006: Laatste 64 (verloren van Mark Dudbridge 0–3)
- 2009: Laatste 64 (verloren van Michael van Gerwen 1–3)
- 2010: Laatste 32 (verloren van Terry Jenkins 0–4)
- 2011: Laatste 64 (verloren van Wes Newton 0–3)
- 2012: Laatste 64 (verloren van Colin Lloyd 1–3)
- 2013: Laatste 64 (verloren van Colin Lloyd 2–3)
- 2014: Laatste 64 (verloren van Mervyn King 0–3)
- 2016: Laatste 64 (verloren van Terry Jenkins 1–3)
- 2020: Laatste 64 (verloren van Jeffrey de Zwaan 2-3)